# Mondorf-les-Bains
Pour les articles ayant des titres homophones, voir Mondorf (Merzig) et Mondorff.
Mondorf-les-Bains (en luxembourgeois : Munneref  et en allemand : Bad Mondorf) est une localité luxembourgeoise et le chef-lieu de la commune portant le même nom située dans le canton de Remich.
La localité est connue pour sa ville thermale et les sources thermales utilisées à des fins thérapeutiques situées au sein de son centre thermal.

## Géographie

### Localisation
La commune est située au sud de la commune de Remich et au nord de Mondorff en Lorraine, région de France, tout près de la frontière allemande-luxembourgeoise à l’est. La localité est la plus vaste du canton de Remich.
Communes limitrophes
Les communes limitrophes sont : 

### Sections de la commune
- Altwies
- Ellange
- Mondorf-les-Bains (siège)

### Voies de communication et transports
La commune est reliée au réseau routier national par l'A13 et par la route nationale 16 (N16). Une antenne de cette dernière, la N16A, permet rejoindre la France et se prolonge par la route départementale 1 (D1) du département de la Moselle.
Mondorf-les-Bains est desservie par le Régime général des transports routiers (RGTR). En outre, elle opère un service « City-Bus » sur réservation, nommé « Mondi Bus ».

## Histoire
De nombreux criminels de guerre nazis, dont Hermann Göring, Joachim von Ribbentrop (ministre des affaires étrangères) et Gerd von Rundstedt, furent internés à l’Hôtel Palace à Mondorf en attente de leur procès à Nuremberg. L’hôtel, qui n’existe plus de nos jours, fut alors surnommé Ashcan, ce qui veut dire « cendrier » en français. La véritable dénomination de ce camp de prisonniers était Central Continental Prisoner of War Enclosure № 32.

## Politique et administration

### Jumelages
Mondorf fait partie d’un réseau de communes jumelées comprenant :
- Bad Homburg (Allemagne), ville de Hesse ;
- Mayrhofen (Autriche), ville du Tyrol ;
- Cabourg (France), commune du Calvados (Normandie) ;
- Terracina (Italie), ville du Latium ;
- Coire (Suisse).

## Population et société

### Démographie
L'évolution du nombre d'habitants est connue à travers les recensements de la population effectués dans le pays depuis 1821. Les recensements décennaux de la population permettent de caler les chiffres sur la composition de la population par sexe, âge, nationalité et commune de résidence. Entre deux recensements, la population au 1er janvier de l’année {\displaystyle x} est évaluée en ajoutant à la population au 1er janvier de l’année {\displaystyle x-1} les soldes naturel (naissances {\displaystyle -} décès) et migratoire (arrivées {\displaystyle -} départs) de l'année. La même méthode est appliquée pour la répartition par âge au 1er janvier et les effectifs totaux par nationalité. Depuis le 1er septembre 2023, le Luxembourg dénombre 100 communes.
Au 1er janvier 2024, la commune comptait 5 432 habitants.
| 1821  | 1851  | 1871  | 1880  | 1890  | 1900  | 1910  | 1922  | 1930  |
| ----- | ----- | ----- | ----- | ----- | ----- | ----- | ----- | ----- |
| 1 217 | 1 651 | 1 632 | 1 423 | 1 322 | 1 455 | 1 482 | 1 563 | 1 586 |

| 1935  | 1947  | 1960  | 1970  | 1978  | 1979  | 1981  | 1983  | 1984  |
| ----- | ----- | ----- | ----- | ----- | ----- | ----- | ----- | ----- |
| 1 732 | 1 739 | 1 757 | 2 062 | 2 439 | 2 458 | 2 510 | 2 600 | 2 690 |

| 1985  | 1986  | 1987  | 1988  | 1989  | 1990  | 1991  | 1992  | 1993  |
| ----- | ----- | ----- | ----- | ----- | ----- | ----- | ----- | ----- |
| 2 690 | 2 690 | 2 690 | 2 641 | 2 743 | 2 821 | 2 883 | 2 985 | 3 011 |

| 1994  | 1995  | 1996  | 1997  | 1998  | 1999  | 2000  | 2001  | 2002  |
| ----- | ----- | ----- | ----- | ----- | ----- | ----- | ----- | ----- |
| 3 122 | 3 176 | 3 233 | 3 292 | 3 419 | 3 483 | 3 593 | 3 638 | 3 690 |

| 2003  | 2004  | 2005  | 2006  | 2007  | 2008  | 2009  | 2010  | 2011  |
| ----- | ----- | ----- | ----- | ----- | ----- | ----- | ----- | ----- |
| 3 747 | 3 847 | 3 967 | 4 000 | 4 081 | 4 222 | 4 447 | 4 530 | 4 393 |

| 2012  | 2013  | 2014  | 2015  | 2016  | 2017  | 2018  | 2019  | 2020  |
| ----- | ----- | ----- | ----- | ----- | ----- | ----- | ----- | ----- |
| 4 445 | 4 446 | 4 637 | 4 651 | 4 800 | 4 999 | 5 082 | 5 273 | 5 359 |

| 2021  | 2022  | 2023  | 2024  | - | - | - | - | - |
| ----- | ----- | ----- | ----- | - | - | - | - | - |
| 5 404 | 4 312 | 5 424 | 5 432 | - | - | - | - | - |

Le graphique qui aurait dû être présenté ici ne peut pas être affiché car il utilise l'ancienne extension Graph, désactivée pour des questions de sécurité. Des indications pour créer un nouveau graphique avec la nouvelle extension Chart sont disponibles ici.

### Sports
La commune a été la ville de départ vers Vittel de la 4e étape du Tour de France 2017 le 4 juillet 2017.

## Économie

### Agriculture
La commune fait partie de la zone d'appellation du crémant de Luxembourg.

### Le centre thermal
Le centre thermal et de santé de Mondorf-les-Bains, ouvert au public en 1847, est l'unique établissement thermal du pays.

### Le casino
Mondorf-les-Bains accueille le seul casino du pays, le Casino 2000 qui est aussi une salle de spectacle, de convention ou d'exposition.

### La zone d'activité économique
La commune dispose d'une zone d'activité économique gérée par un syndicat intercommunal, le Syndicat intercommunal pour la création, l'aménagement, la promotion et l'exploitation d'une zone d'activités économique à caractère régional à Mondorf-les-Bains (SIAER - Le triangle vert).

## Culture locale et patrimoine

### Lieux et monuments

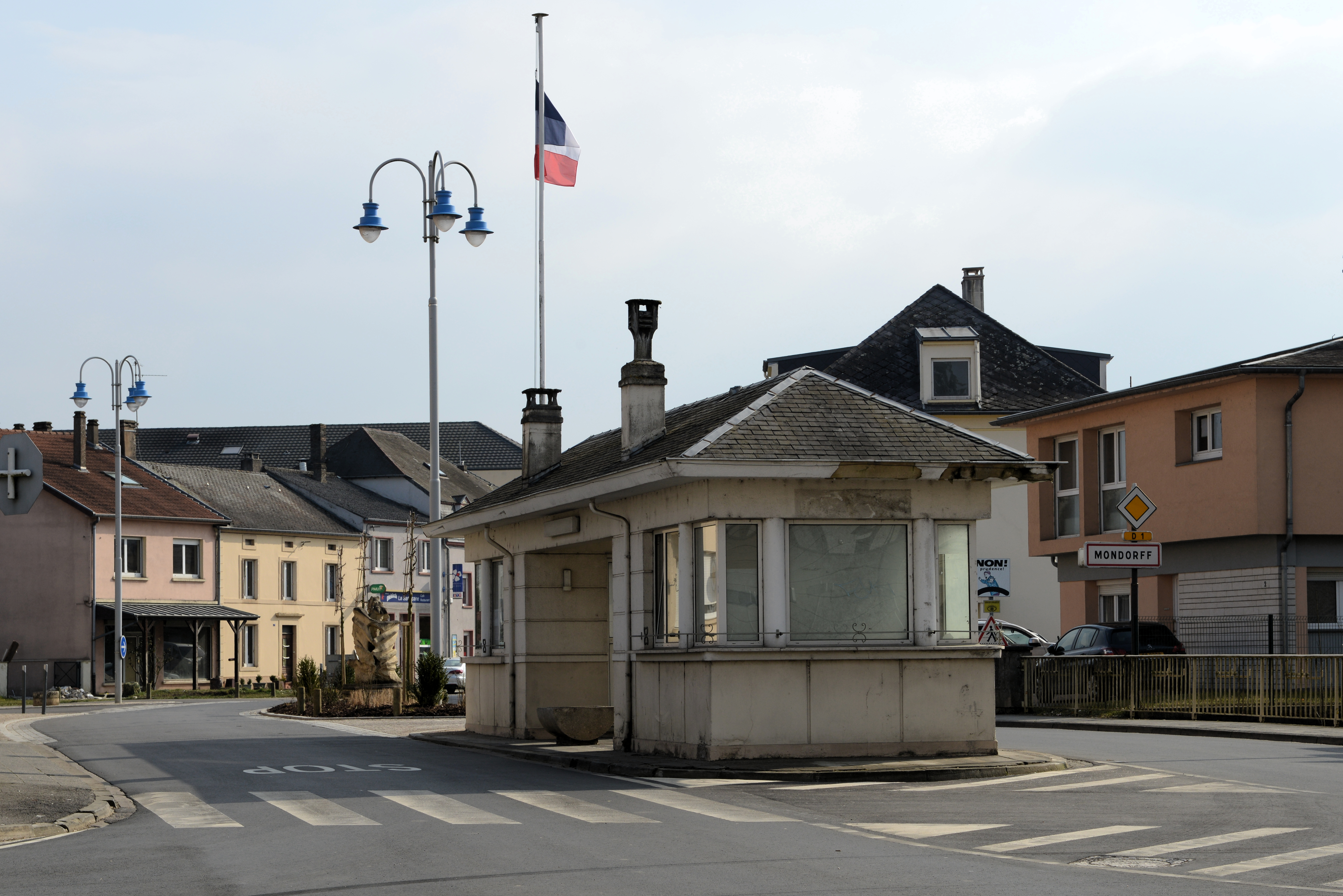
Ancien poste-frontière.
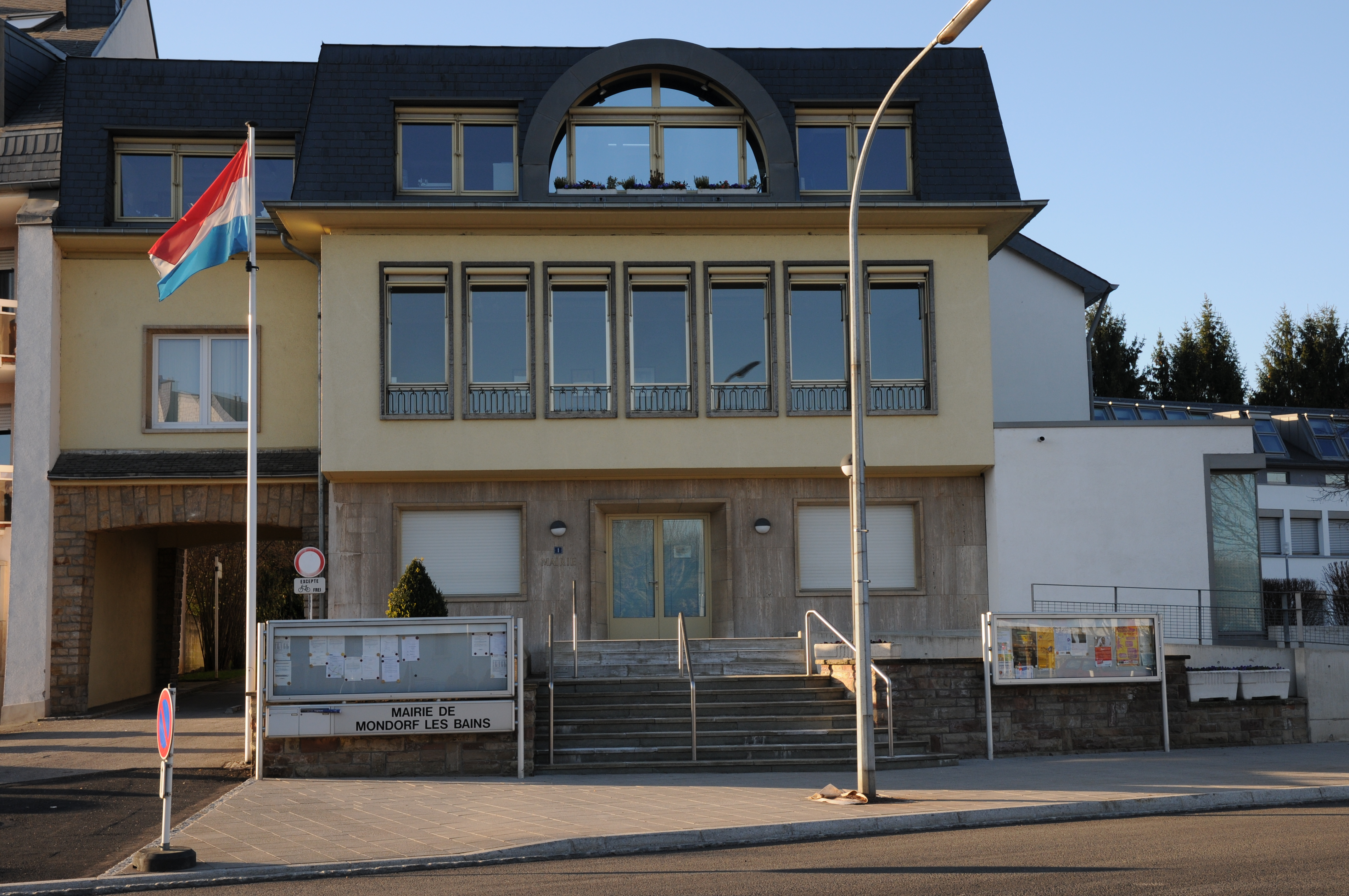
La mairie.
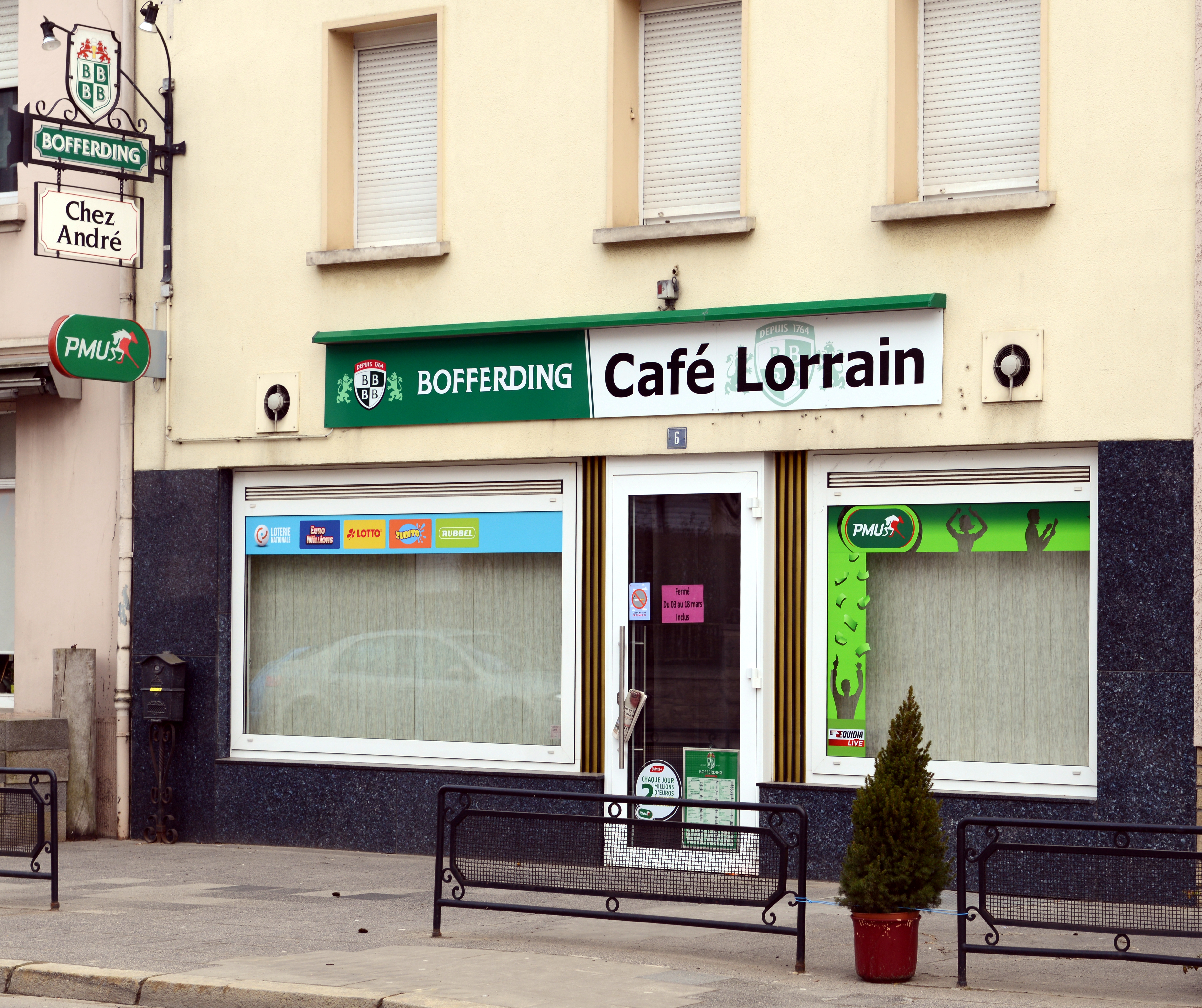
Café Lorrain.
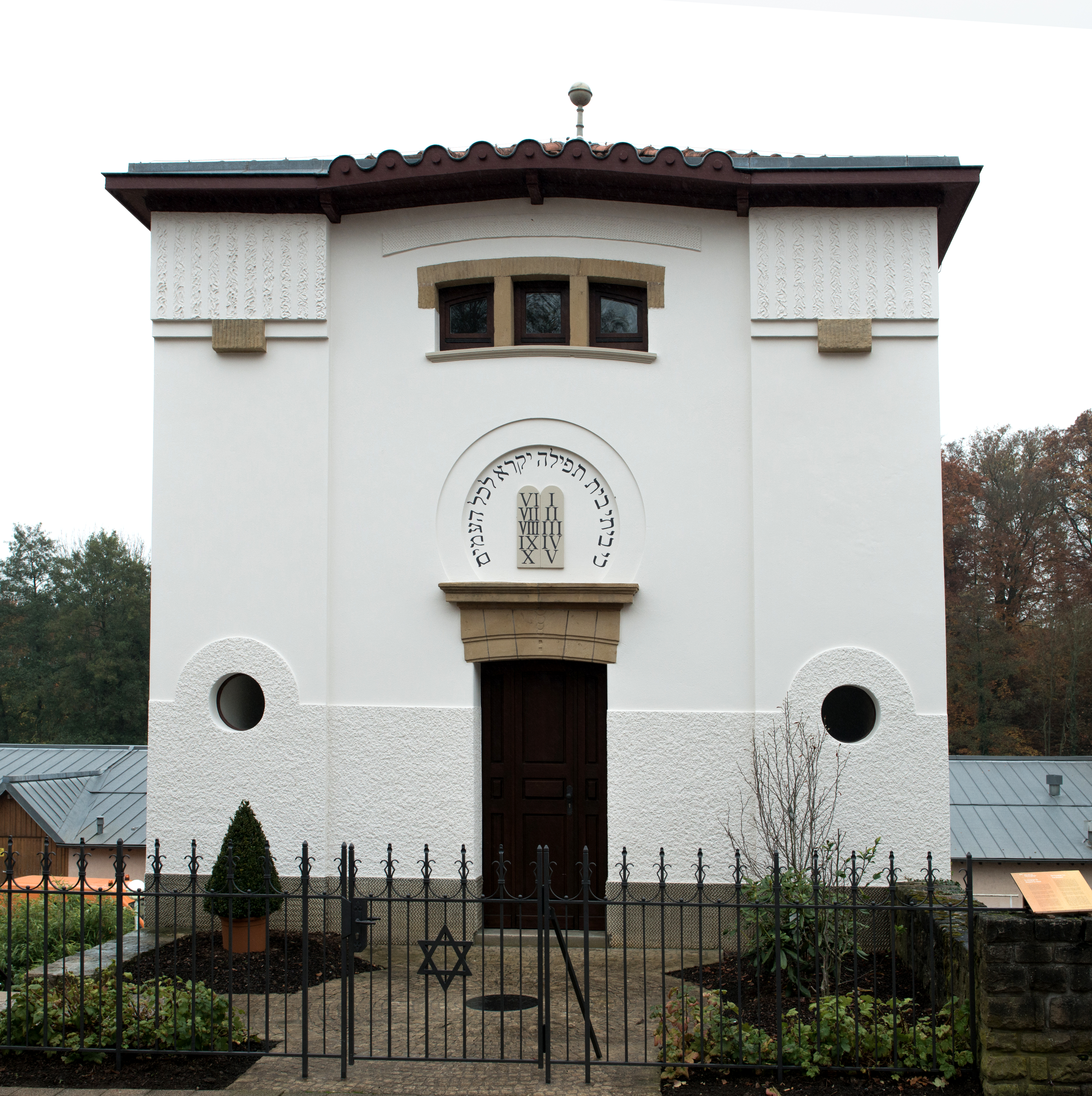
Synagogue de Mondorf-les-Bains.

- L'église Saint-Michel, rue Saint-Michel.
- La synagogue, rue du Moulin.
- La fontaine D'Maus Ketti par Wil Lofy
- Le monument en l’honneur de John Grün
- Le musée de l'aviation luxembourgeois « Fligermusée »
- Le parc, créé en 1886 par Édouard André
- La statue de Youri Gagarine. Le 11 novembre 2018, une statue à son effigie a été inaugurée devant le Musée de l'aviation luxembourgeoise (lb) en présence de l'ambassadeur de Russie Victor Sorokin et du cosmonaute Alexandre Missourkine. Il s'agit d'une sculpture en bronze qui rappelle le premier homme dans l'espace[8].

#### Les villas Art Nouveau
Mondorf-les-Bains est l'une des localités comptant le plus de réalisations de style Art nouveau au Luxembourg. Quelques maisons sont aussi répertoriées à Luxembourg-ville ainsi qu'à Esch-sur-Alzette. Ces demeures de style Art nouveau sont des villas situées principalement sur l'avenue des Bains. 
Elles sont l'œuvre de l'architecte belge Eugène Fichefet à la suite d'une commande de l'industriel luxembourgeois Charles Bettendorff. Les mosaïques qui ornent ces villas sont signées Federspiel. Ces demeures furent bâties aux environs de 1901.
Un des fleurons de cette architecture Art nouveau se trouve au no 8 de l'avenue des Bains. L'entrée de cette villa est remarquable. Les huit marches extérieures conduisent à une loggia toute en courbes, décorée de mosaïques champêtres. Le balcon au-dessus de l'entrée est constitué d'une ferronnerie en coup de fouet d'une audace que n'aurait pas reniée Gustave Strauven.

### Personnalités liées à la commune
- John (Johann) Grün, aussi connu comme Herkul Grün (1868-1912), considéré comme l'homme le plus fort du monde à la fin du XIXe et au début du XXe siècle.
- Auguste Liesch (1874-1949), homme politique et écrivain luxembourgeois, est né à Mondorf-les-Bains.
- Jozef Cleymans (1899-1938), prêtre flamand et fondateur du mouvement de jeunesse chrétien de Flandre (Chiro), est mort dans un accident à Mondorf-les-Bains.

### Héraldique, logotype et devise
| Blason de Mondorf-les-Bains | Blason  | D'or au sautoir de gueules cantonné de quatre quintefeuilles de gueules, feuillées et boutonnées de sable. |
| Blason de Mondorf-les-Bains | Détails | Armoiries de la commune luxembourgeoise de Mondorf-les-Bains.                                              |